# Anthurium durandii
Anthurium durandii är en kallaväxtart som beskrevs av Adolf Engler. Anthurium durandii ingår i släktet Anthurium och familjen kallaväxter. Inga underarter finns listade.